# Політика (газета)

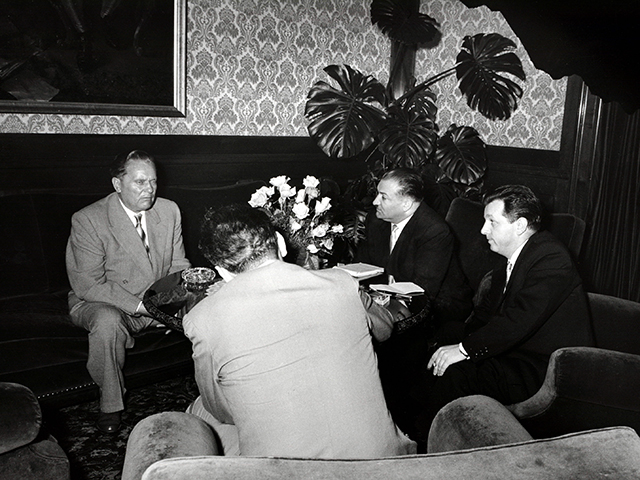
Директор і головний редактор газети «Політика» розмовляють із Президентом Югославії Йосипом Броз Тіто, 1957 рік.

Політика (сербохорв. Politika, серб. кир.: Политика) — сербська щоденна газета, яка виходить у Белграді. Заснована 1904 року зусиллями Владислава Ф. Рибникара. Найстаріша щоденна газета на Балканах серед тих, які досі видаються.

## Історія
З моменту свого заснування в січні 1904 року «Політика» виходила щоденно, за винятком кількох періодів:
- У зв'язку з Першою світовою війною не було випусків із 14 листопада 1914 р. по 21 грудня 1914 р. і ще раз із 23 вересня 1915 р. по 1 грудня 1919 р.
- Через Другу світову війну не вийшли числа з 6 квітня 1941 року до 28 жовтня 1944 року.
- На знак протесту проти намірів влади перетворити «Політику» на державне підприємство не вийшло жодного номера влітку 1992 р.

Стартовий випуск мав лише чотири сторінки та наклад 2450 примірників, а рекордним тиражем газети було число від 25 грудня 1973 року (634 000 примірників).
Напередодні і протягом розпаду Югославії та югославських воєн «Політика» перебувала під контролем Слободана Мілошевича і Союзу комуністів Сербії та використовувалася у політичних цілях. В ній друкувалися суперечливі статті або матеріали, що нібито показували, що відбувається з сербами в інших югославських республіках, як це робило і Радіотелебачення Сербії. Приміром, газета публікувала сфабриковані листи читачів, у яких стверджувалося, що косовські албанці «зґвалтували сотні сербських жінок», а перед хорватською війною за незалежність та під час неї друкувала думки про те, що в Хорватії «може знову пролитися кров», а також твердження, що Ватикан фінансував Хорватію, щоб розвалити Югославію. Наприкінці битви за Вуковар вона оприлюднила сфабриковану історію про вбивство сербських дітей у цьому місті. Однак статтю спростували заявою, опублікованою наступного дня.